# Fred Kingsbury
Fred Kingsbury, né le 20 mai 1927 à Fredericksburg (Virginie) et mort le 7 octobre 2011, est un rameur d'aviron américain. 

## Carrière
Fred Kingsbury a participé aux Jeux olympiques de 1948 à Londres. Il a remporté la médaille de bronze  en quatre sans barreur, avec Stu Griffing, Greg Gates et Robert Perew.

## Source de la traduction
- (en) Cet article est partiellement ou en totalité issu de l’article de Wikipédia en anglais intitulé « Fred Kingsbury » (voir la liste des auteurs).